# Constitution du Ghana
Lire en ligne

Consulter

La Constitution du Ghana est la loi fondamentale du Ghana entrée en vigueur le 7 janvier 1993. Il s'agit de la cinquième constitution du Ghana depuis 1957. Elle fut approuvée par un référendum national le 28 avril 1992 avec un soutien de 92 %,.

## Précédentes Constitutions
Le Ghana a eu quatre précédentes Constitutions :
- la Constitution ghanéenne de 1957 ;
- la Constitution ghanéenne de 1960 ;
- la Constitution ghanéenne de  1969 ;
- et la Constitution ghanéenne de 1979.

## Sources

## Compléments